# Пена

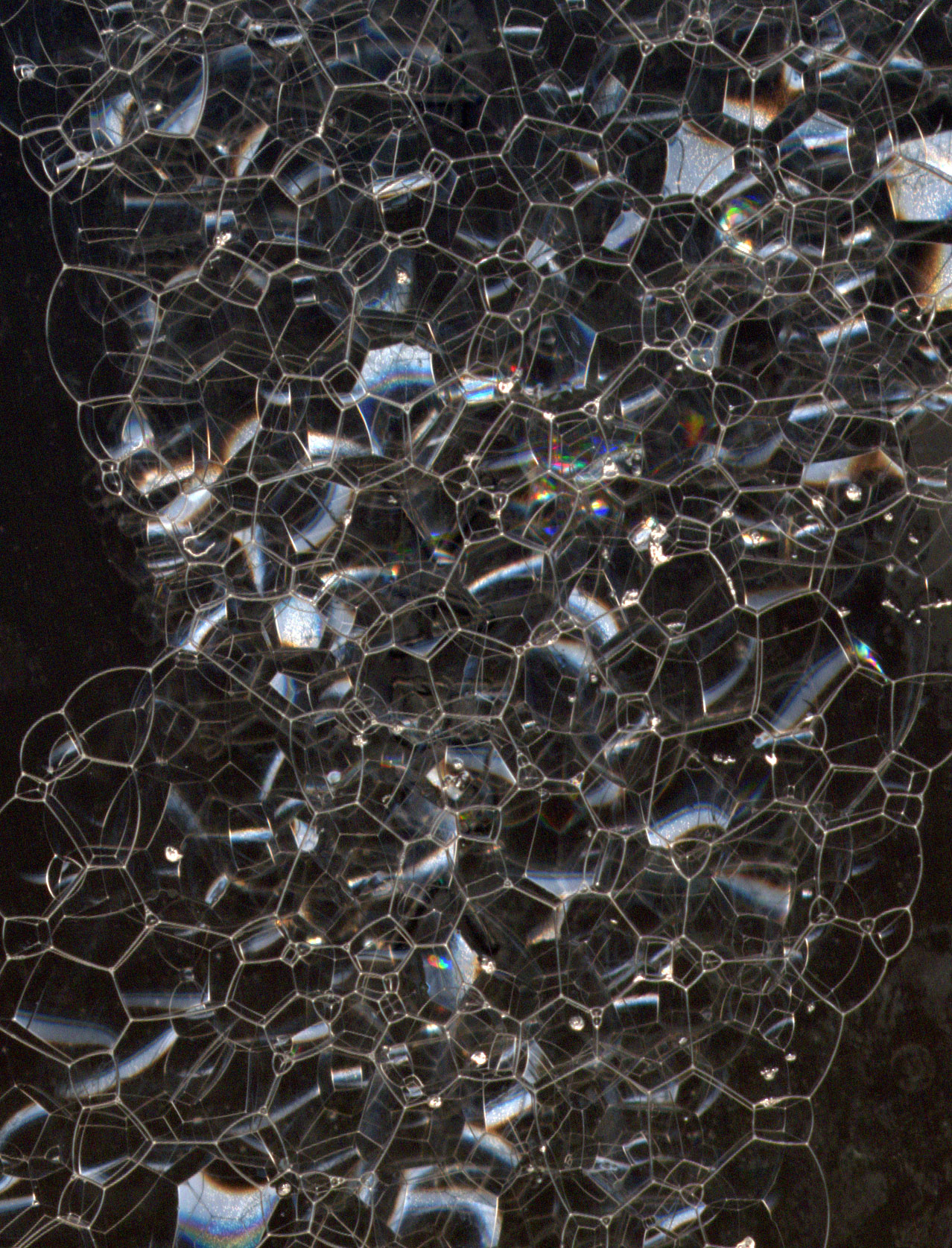

Пе́на — дисперсная система с газовой дисперсной фазой и жидкой или твёрдой дисперсионной средой.

## Свойства пен
Пены по своей природе близки к концентрированным эмульсиям, но дисперсной фазой в них является газ, а не жидкость. Пены получают из растворов поверхностно-активных веществ. Для повышения их устойчивости в растворы ПАВ добавляют высокомолекулярные вещества, повышающие вязкость растворов.
В качестве характеристик пены используется комплекс свойств, всесторонне характеризующих пену.
- Пенообразующая способность раствора — количество пены, выражаемое её объёмом (см³) или высотой столба (м), которое образуется из заданного постоянного объёма пенообразующего раствора при соблюдении некоторых стандартных условий пенообразования в течение постоянного времени.
- Кратность пены, которая представляет собой отношение объёма пены к объёму раствора, пошедшего на её образование.
- Стабильность (устойчивость) пены — её способность сохранять общий объём, дисперсность и препятствовать вытеканию жидкости (синерезису). Часто в качестве меры стабильности используют время существования («жизни») выделенного элемента пены (отдельного пузырька или плёнки) или определённого объёма пены.
- Дисперсность пены, которая может быть охарактеризована средним размером пузырьков, распределением их по размерам или поверхностью раздела «раствор-газ» в единице объёма пены.

## Пенообразование и разрушение пен
Пены, в отличие от других дисперсных систем, состав которых определяется концентрацией дисперсной фазы, характеризуются содержанием дисперсионной среды.
Пены являются крайне неустойчивыми дисперсными системами, так как плотность жидкости в сотни и даже тысячи раз превышает плотность газа, из которого формируются пузырьки пены. Пены считаются грубодисперсными системами: в момент пенообразования невооружённым глазом видны пузырьки пены. Масса и объём газовой дисперсной фазы непостоянны и быстро изменяются, размеры пузырьков сильно разнятся, поэтому пены можно считать полидисперсными системами. Пены являются типичными лиофобными дисперсными системами.
Пены как дисперсные системы имеют свои особенности, которые определяются свойствами дисперсной фазы, дисперсионной среды и границы раздела фаз между ними, такими как: изменение энергии Гиббса, межфазное поверхностное натяжение, форма пузырьков (сферическая, полиэдрическая).
Пены термодинамически неустойчивы, так как в них протекают процессы, ведущие к изменению строения и разрушению пен.
К таким процессам относят:
- утоньшение плёнок и их последующий разрыв; в результате увеличивается средний размер ячеек при разрыве плёнок в объёме пены или уменьшается высота столба (слоя) пены, если разрываются плёнки, отделяющие поверхностные ячейки пены от внешней газовой среды; дисперсность пены падает.
- Диффузионный перенос газа из малых ячеек в более крупные (в полидисперсной пене) или из поверхностных ячеек во внешнюю среду; это приводит к исчезновению поверхностных ячеек и уменьшению высоты столба (слоя) пены.
- Отекание дисперсионной среды под действием силы тяжести (синерезис) в высокостабильных пенах, приводящее к возникновению гидростатически равновесного состояния, в котором кратность слоя пены тем больше, чем выше он расположен; в низкократных пенах синерезис ведёт к возникновению под пеной слоя жидкости.

## Структура пен

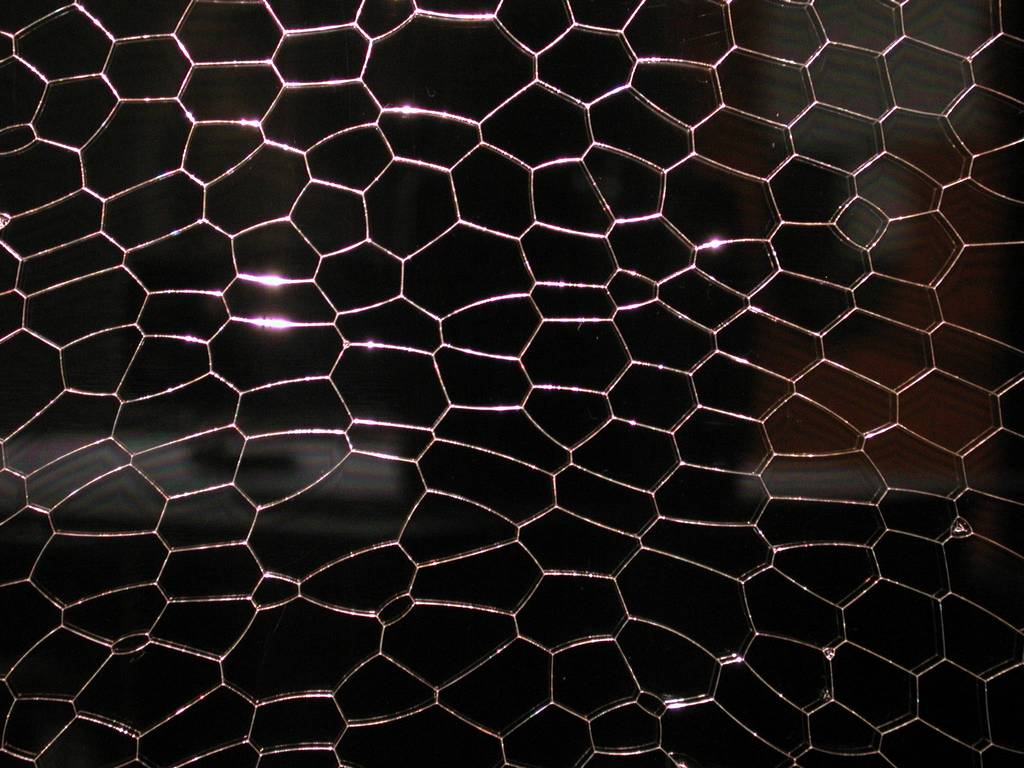
Двухмерная пена

Треугольники Плато между воздушными пузырьками в пене

Для пен, особенно высокократных, характерна ячеистая пленочно-каналовая структура, в которой заполненные газом ячейки разделены тонкими плёнками — стенками пузырьков. Три сходящиеся плёнки, расположенные под углом 120°, образуют канал (треугольник Плато, канал Плато — Гиббса, канал Гиббса — Плато; см. рисунок), четыре канала с углом между ними около 109°28′ сходятся в одной точке и образуют узел. Наиболее типичной формой ячейки в монодисперсной пене является пентагональный додекаэдр (двенадцатигранник с пятиугольными гранями), часто с 1-3 дополнительными гранями; среднее число плёнок, окружающих ячейку, обычно близко к 14. В низкократной пене форма ячеек близка к сферической и размер плёнок мал.

## Твёрдые пены

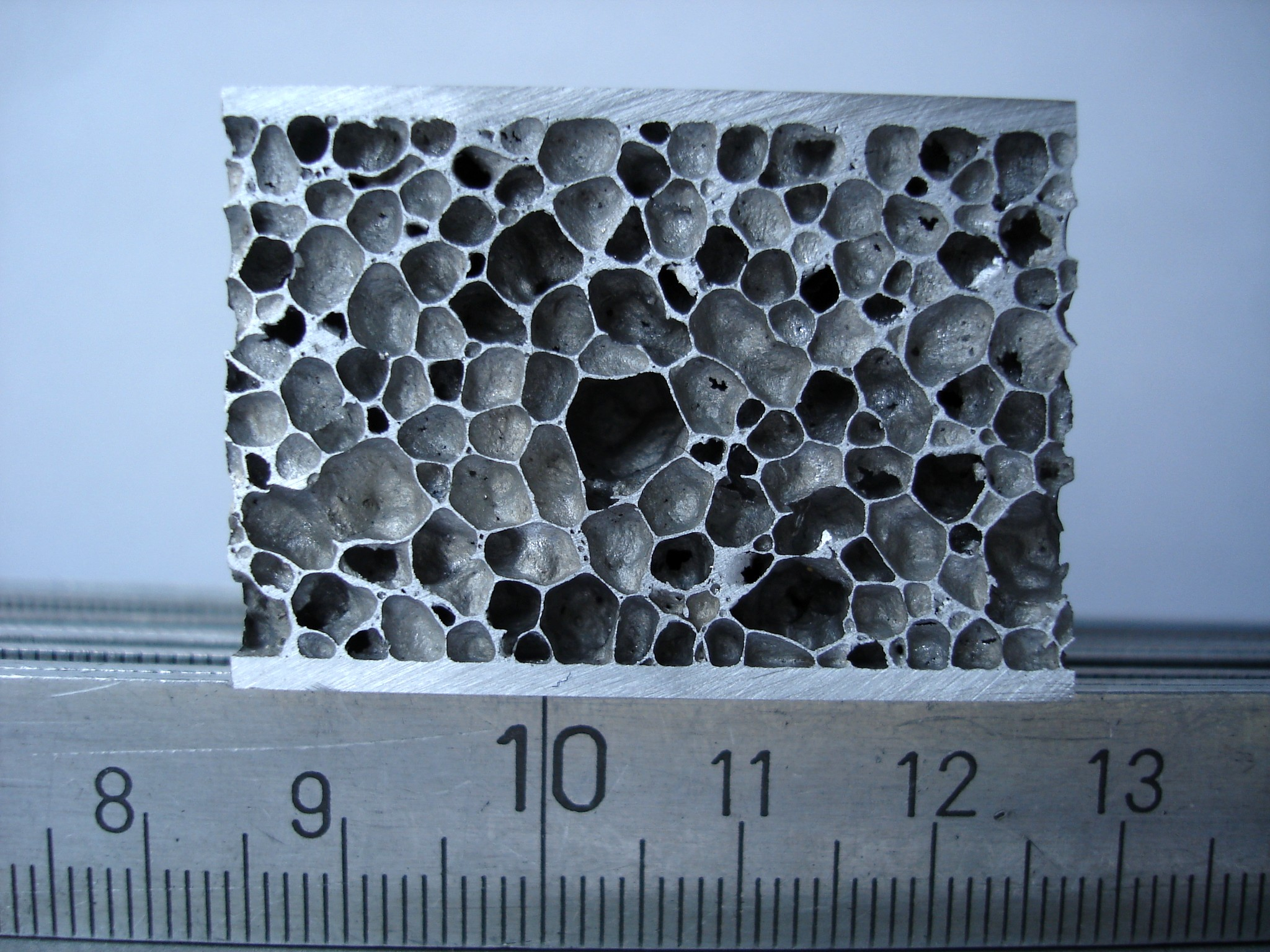
Алюминиевая твёрдая пена

Системы с твёрдой дисперсионной средой и газовой дисперсной фазой — Г/Т часто называют твёрдыми пенами. Твёрдые пены, так же как и жидкие пены, вследствие большого размера пузырьков газовой фазы обычно относят к микрогетерогенным или даже грубодисперсным системам.
Примером природной твердой пены может служить пемза — пористая, губчато-ноздреватая очень лёгкая горная порода вулканического происхождения, применяемая как абразив для полировки и шлифования, а также в строительном деле для изготовления пемзобетона. Из искусственных твёрдых пен можно указать пеностёкла и пенобетоны, широко применяемые в качестве строительных и изоляционных материалов. Достоинствами этих материалов являются малая плотность, малая теплопроводность и довольно большая прочность, обусловленная их ячеистой структурой и прочностью дисперсионной среды. Сюда же надо отнести искусственные губчатые материалы, изготовленные на основе полимеров (микропористая резина, различные пенопласты).

## Применение

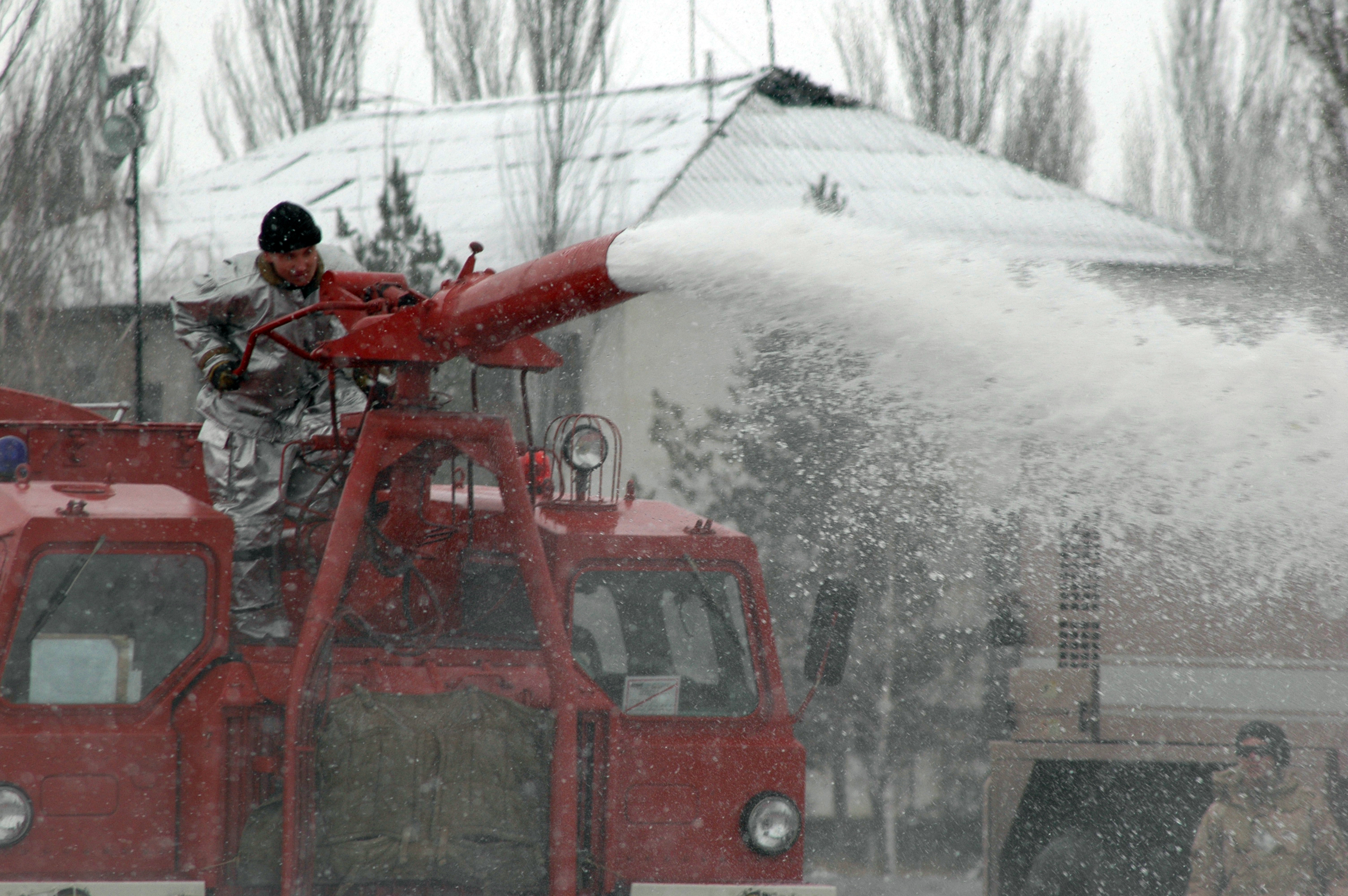
Пена в пожаротушении

В ряде случаев практического применения пен важны такие их свойства, как вязкость, теплопроводность, электропроводность, оптические свойства и т. д. Пены находят широкое применение во многих отраслях промышленности и в быту:
- В быту: пенные моющие средства для ванн, чистки ковров и мебели.
- В пожаротушении: при возгорании ёмкостей с легковоспламеняющимися жидкостями, при тушении пожаров в закрытых помещениях — в подвалах, на судах и в самолётах.
- В строительстве: устройство кровли, гидроизоляция и утепление фундаментов, звукоизоляция стен.
- В горнорудной промышленности: использование пенной флотации для обогащения полезных ископаемых; предотвращение промерзания полигонов для добычи полезных ископаемых открытым способом в условиях Крайнего Севера; изготовление взрывоустойчивых и изолирующих перемычек в шахтах и рудниках.
- В отделке текстильных материалов.
- В кулинарии: кондитерские пены, муссы, торты, бисквиты и др.
- В сфере развлечений: пенные вечеринки, дискотеки, шоу.

Пены с твёрдыми тонкими стенками (аэрогели, пенопласты) широко используются для изготовления тепло- и звукоизолирующих материалов, спасательных средств, упаковки и др.

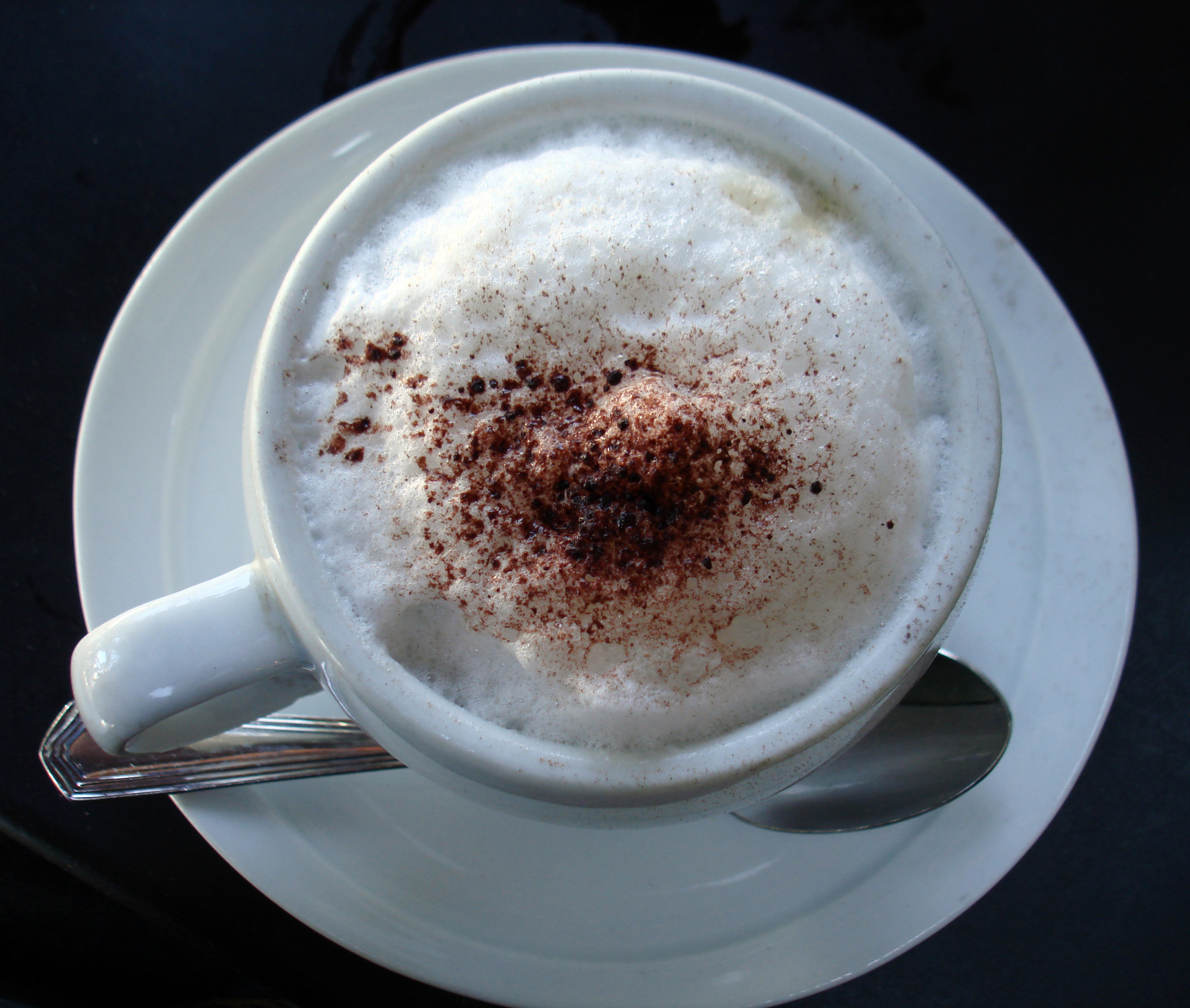
Пенка на капучино
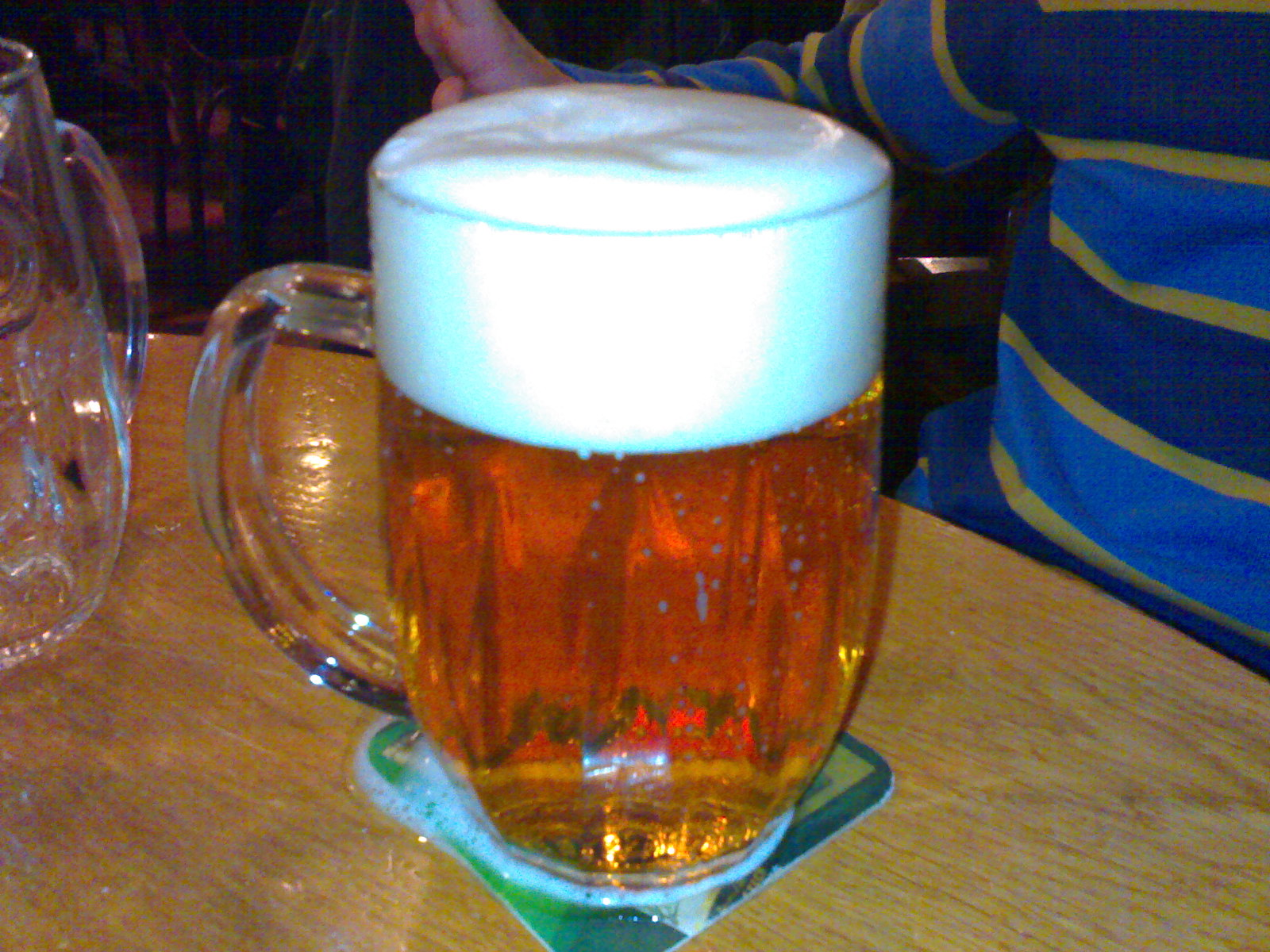
Пивная пена
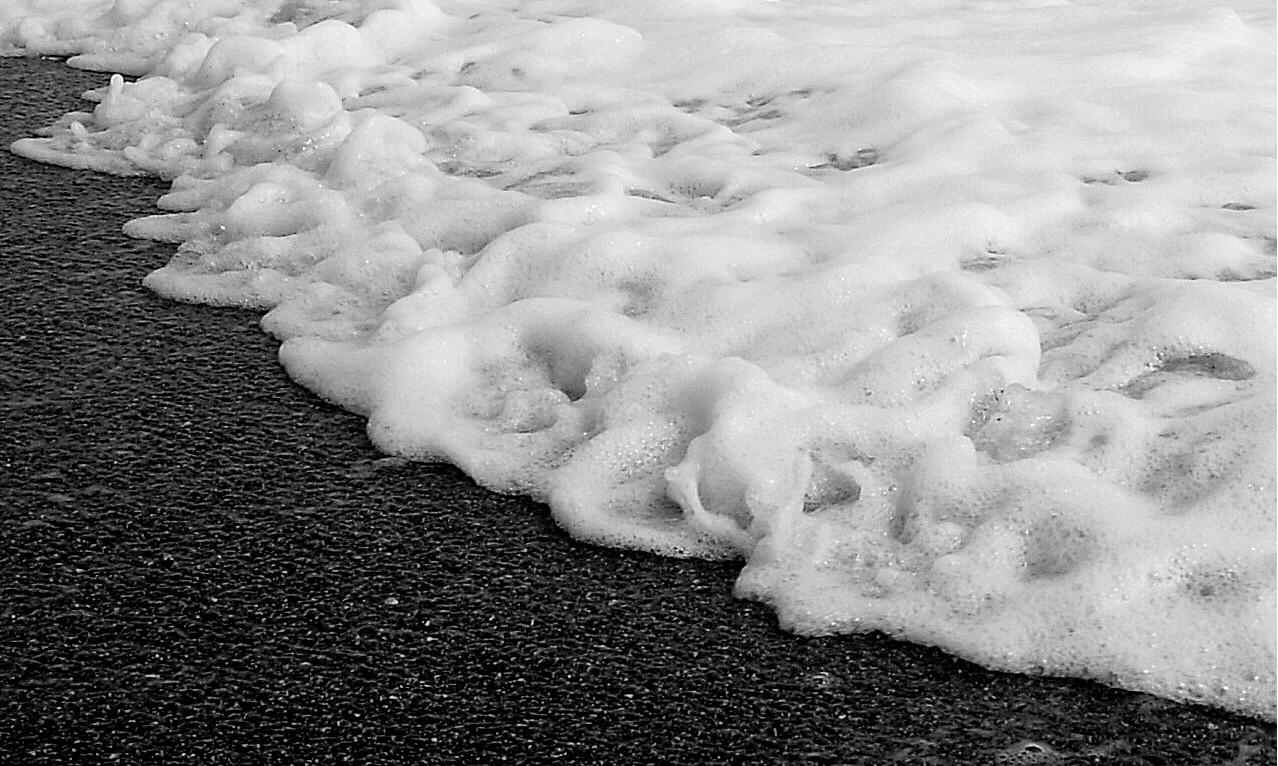
Пена на морском берегу
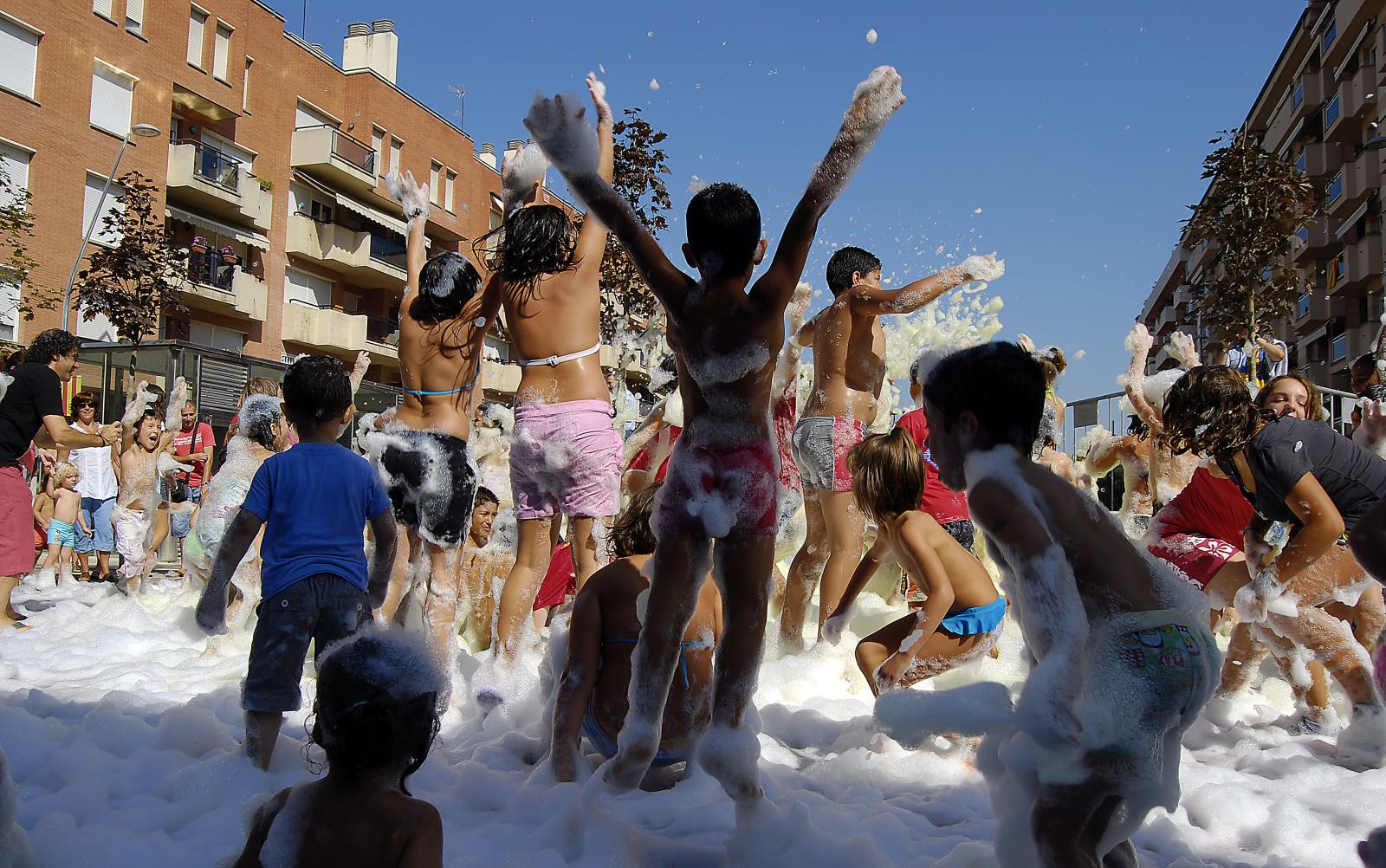
Детские игры с пеной